# Maniquí rovellat
El maniquí rovellat (Lonchura ferruginosa) és un ocell de la família dels estríldids (Estrildidae).

## Hàbitat i distribució
Habita praderies, matolls, canyars i conreus de les terres baixes de Java.